# Trisomia
La trisomia è un'anomalia genomica, caratterizzata dalla presenza di un cromosoma in più.
Il cariotipo dell'uomo è costituito da 46 cromosomi (23 coppie), o meglio 22 coppie di autosomi (cromosomi dai quali dipendono i caratteri somatici) più i due cromosomi sessuali che sono uguali nella femmina (XX), ma diversi nel maschio (XY).
In alcuni casi, in seguito a errori che si verificano nella meiosi, una delle cellule gametiche contiene 24 cromosomi anziché i 23 normali (metà del corredo cromosomico delle cellule somatiche).
Al momento della fecondazione si formeranno individui che avranno 47 cromosomi (23+24), anziché i 46 (23+23) normali. Si parla in questo caso di trisomia (i cromosomi di una "coppia" saranno 3 anziché 2).
Le principali trisomie autosomiche che non determinano la morte dell'individuo prima della nascita:
- la trisomia 13 che è nota come sindrome di Patau e con un'incidenza di 1/5000. Il fenotipo clinico associato è caratterizzato da grave ritardo mentale, testa piccola e malformata, piede a piccozza e labbro leporino. L'aspettativa di vita è di circa 130 giorni dalla nascita.
- la trisomia 18 che produce la sindrome di Edwards, con pochissime possibilità di sopravvivenza e anomalie gravissime;
- la trisomia 21 associata alla sindrome di Down, con sintomi di gravità variabile che permettono decenni di sopravvivenza e numerose attività. Si noti che in entrambi i casi si tratta di cromosomi piuttosto piccoli, con un numero di geni più piccolo rispetto ad altri.
- la trisomia 8 detta anche sindrome di Warkany 2.
- la trisomia 9 causata dalla presenza di 3 copie del cromosoma 9.
- la trisomia 22 che causa la sindrome di Emanuel e la sindrome degli occhi di gatto.
- la trisomia 16 in cui ci sono 3 copie del cromosoma 16, invece di due.

Le trisomie che riguardano cromosomi sessuali:
- XXX - sindrome della tripla X
- XXY - sindrome di Klinefelter
- XYY - sindrome 47,XYY